# Мершбах (Бернкастель-Віттліх)
Мершбах (нім. Merschbach) — громада в Німеччині, розташована в землі Рейнланд-Пфальц. Входить до складу району Бернкастель-Віттліх. Складова частина об'єднання громад Тальфанг-ам-Ербескопф.
Площа — 3,20 км2. Населення становить 65 ос. (станом на 31 грудня 2020).